# Olympische Sommerspiele 2000/Teilnehmer (Papua-Neuguinea)
| Gelbes Symbol für Goldmedaillen mit stilisierten Olympischen Ringen | Graues Symbol für Silbermedaillen mit stilisierten Olympischen Ringen | Braundes Symbol für Bronzemedaillen mit stilisierten Olympischen Ringen |
| ------------------------------------------------------------------- | --------------------------------------------------------------------- | ----------------------------------------------------------------------- |
| —                                                                   | —                                                                     | —                                                                       |

Papua-Neuguinea nahm an den Olympischen Sommerspielen 2000 in der australischen Metropole Sydney mit fünf Sportlern, drei Frauen und zwei Männern, in drei Sportarten teil.
Seit 1976 war es die sechste Teilnahme Papua-Neuguineas bei Olympischen Sommerspielen.

## Flaggenträger
Der Schwimmerin Xenia Peni trug die Flagge Papua-Neuguineas während der Eröffnungsfeier im Stadium Australia.

## Teilnehmer nach Sportarten

### Gewichtheben
- Dika Toua
Frauen, Klasse bis 49 kg: 10. Platz
- Morea Baru
Männer, Klasse bis 61 kg: 10. Platz

### Leichtathletik
- Mowen Boino
400 Meter Hürden: Vorläufe

- Ann Mooney
Frauen, 400 Meter: Vorläufe

### Schwimmen
- Kieran Chan
100 Meter Brust: 63. Platz

- Xenia Peni
Frauen, 100 Meter Brust: 39. Platz